# Satz von Morera
Der Satz von Morera, benannt nach Giacinto Morera, ist ein Satz aus der Funktionentheorie, einem Teilgebiet der Mathematik. Die Funktionentheorie beschäftigt sich mit komplex differenzierbaren Funktionen und deren Eigenschaften.
Ist {\displaystyle U\subseteq \mathbb {C} } offen und {\displaystyle f\colon U\to \mathbb {C} } eine Funktion, dann heißt sie holomorph, wenn sie in jedem Punkt von {\displaystyle U} komplex differenzierbar ist. Dies stellt eine sehr starke Eigenschaft dar, beispielsweise ist eine holomorphe Funktion auch gleichzeitig analytisch, d. h. lokal in eine Potenzreihe entwickelbar. Es gibt also verhältnismäßig wenige Funktionen, mit denen sich die Funktionentheorie beschäftigt. Unter anderem daher folgen aus einigermaßen geringen Voraussetzungen sehr starke Schlüsse. Einige solcher Schlüsse erlaubt der Satz von Morera.

## Der Satz
Es sind mehrere Versionen des Satzes üblich:

### 1. Version
Es sei {\displaystyle U\subset \mathbb {C} } offen und {\displaystyle f\colon U\rightarrow \mathbb {C} } eine stetige Funktion. Für jedes in {\displaystyle U} gelegene Dreieck {\displaystyle \Delta } verschwinde das Kurvenintegral über die Randkurve des Dreiecks, d. h. {\displaystyle \oint _{\partial \Delta }f(z)\,\mathrm {d} z=0}. Dann ist {\displaystyle f} holomorph auf {\displaystyle U}.

### 2. Version
Es sei {\displaystyle U\subset \mathbb {C} } offen und {\displaystyle f\colon U\rightarrow \mathbb {C} } eine Funktion. Wenn {\displaystyle f} auf {\displaystyle U} lokal integrierbar ist, d. h. wenn {\displaystyle f} in jedem Punkt von {\displaystyle U} eine lokale Stammfunktion besitzt, dann ist {\displaystyle f} holomorph auf {\displaystyle U}.
Tatsächlich sind alle Aussagen äquivalent:
- 1. Version: Wenn {\displaystyle f} holomorph ist, dann verschwindet das Kurvenintegral über die Randkurve eines jeden in {\displaystyle U} gelegenen Dreiecks nach dem Lemma von Goursat.
- 2. Version: Da {\displaystyle U} offen ist, existiert zu jedem Punkt {\displaystyle z\in U} eine konvexe Umgebung {\displaystyle B}. Da {\displaystyle f} holomorph ist, existiert auf {\displaystyle B} eine Stammfunktion von {\displaystyle f} nach dem Integralsatz von Cauchy.